# Замък Ланцут
Замъкът в Ланцут (на полски: Zamek w Łańcucie), познат още като Замък на Любомирски и Потоцки в Ланцут, е някогашна магнатска резиденция, разположена в Ланцут, Подкарпатско войводство.
На 1 септември 2005 г. замъчният комплекс е включен в списъка на историческите паметници.

## История
Първоначалната резиденция, имаща облика на отбранителна кула, най-вероятно е била построена от рода Пилецки и се смята, че датира от втората половина на XVI в. Около 1610 г. замъкът е разширен, най-вероятно от рода Стадницки, и придобива формата на подкова. Най-сериозното му разширяване, по проект на Мачей Трапола, е направено в периода 1629 – 1641 г., когато негов собственик е Станислав Любомирски. Именно оттук идва наименованието Замък на Любомирски в Ланцут. При тази реконструкция замъкът е обграден с мощни отбранителни зидове, които го опазват от нашествията на шведите през 1655 г. и на седмоградчаните през 1657 г. През 1745 г. собственик на замъка в Ланцут става великият коронен маршал Станислав Любомирски. След смъртта му пълноправен владетел на замъка е неговата съпруга Изабела Любомирска от рода Чарториски, която през 1783 г. заменя наземната фортификация с градини. След нейната смърт през 1816 г., Ланцут преминава в ръцете на внуците ѝ Алфред и Артур Потоцки.
По време на Втората световна война родът Потоцки не е преследван от немците, а в замъка се помещава щабът на Вермахта. Преди да постъпи в редиците на Червената армия на 1 август 1944 г., Алфред Потоцки успява да избяга на Запад и да изнесе там – с позволението на хитлеристите, голяма част от имуществото на владението. Замъкът не е пострадал по време на втората световна война.
След войната замъкът става собственост на властите на Народна република Полша и е превърнат в музей. Отделът за музейно образование провежда там занятия за ученици от основните и средни училища. Може да бъде поръчан урок на библейска тематика, урок по митология, изобразително изкуство, юдаизъм, религия и изкуство, някогашни и съвременни обичаи в Полша, театрално изкуство и традиции на живите картини. Обстановката е особено благоприятна за подобен вид занятия, благодарение на оригиналните театрални декорации и сценографските проекти от края на XIX и началото на XX в., които са уникални за Полша.
Като продължение на традицията, започната от княгиня Изабела Любомирска, замъкът реализира оживена музикална дейност. От 1960 г. до днес през май се организира събитие, което първоначално е носело наименованието Дни на камерната музика, а през 1981 г. се трансформира във фестивал на музиката и негов художествен директор става Богуслав Качински. Фестивалът е едно от най-важните музикални събития в страната. От 1975 г. тук се организират и майсторски курсове за музикална интерпретация.
Паралелно с това замъкът изпълнява ролята на представително място за събития, свързани с държавните институции. През 1996 г. именно в него се провежда срещата на деветимата президенти на държавите от Централна Европа. Тук често се реализират и множество научни симпозиуми. Замъкът не се предоставя на физически лица и частни институции. Изключение е направено само два пъти – за потомците на бившите собственици. В замъка се е състояла брачната церемония на Станислав Потоцки и Роса Ларко де ла Фуенте, както и част от погребалната церемония, свързана с пренасянето в Полша на тленните останки на Елжбета Радживилова Потоцка, на синовете ѝ Алфред и Йежи, както и на съпругата на последния.
През 1981 г. полското Министерство на културата и изкуството купува в Лондон няколко портрета на Потоцки, предназначени за замъка, а съществуващата от няколко години Фондация в полза на музея-замък в Ланцут (Fundacja na rzecz Muzeum-Zamku w Łańcucie) купува портрета на Алфред I Потоцки, нарисуван от Ян Табински. На територията на замъка е създадена колекция от произведения на църковното изкуство и зала в памет на Десети конен стрелкови полк. Към обектите на музея е причислена и синагогата с колекции юдаика, чието създаване е финансирано от представител на рода Любомирски.

## Интериорът на замъка
На фона на останалите магнатски резиденции в Полша замъкът в Ланцут се отличава – въпреки нанесените щети – с богатството на колекциите си, със запазените паркови и дворцови пространства, с жилищните и стопанските си постройки.
От входната врата на замъка се влиза в Голямото преддверие, чието разположение се е запазило във вида му от XVII век. То има четири свода, върху, които могат да бъдат видени три герба на родове близки на Любомирск, както и гербът на самите Любомирски.
Най-важните зали в замъка са:
- Балната зала
- Голямата трапезария
- Залата с колоните
- Театралната зала
- Галерията на скулптурите
- Китайските стаи

Оригинално е обзавеждането на залите, което включва значителни колекции от предмети с художествена стойност, както и колекция от превозни средства, теглени от коне. Сред най-ценните произведения на изкуството са автопортрет на Софонизба Ангисола от 1556 г. и скулптура, излязла изпод длетото на Антони Канова, представляваща Хенрик Любомирски като Амур.

## Паркът
Около замъка се простира парк в стил английски природен парк. Настоящият му вид до голяма степен е формиран в края на XVIII и началото на XIX век, когато е бил собственост на Станислав и Изабела Любомирски. Изабела Любомирска с любов се грижи за разширяването и обогатяването на градините, оранжерията и парка. Паркът с площ 36 хектара се дели на вътрешен и външен, като вътрешният включва Италианската градина, Розовата градина и Градината с тревите.
На територията на парка се намират редица забележителности: Оранжерия (1802), Малкият романтичен замък (1800), училище по езда (1830), конюшня (1898), помещение за превозните средства (1902), музикална школа (някогашното градинарско жилище), оранжерия за орхидеи (1904/2008), тенис корт. В парка има и малко езеро.

## Укрепления
Първоначалната отбранителна кула вероятно е била построена от рода Пилецки и датира от втората половина на XVI век. Това е най-старият обект в комплекса, превърнат в началото на XVII век в част от отбранителните съоръжения на рода Стадницки. През 1610 г. Стадницки разширяват фортификационните съоръжения на замъка и им предават формата на подкова. В периода 1629 – 1641 г. войвода (управител на областта) Станислав Любомирски напълно преустройва замъка като му предава вид pallazzo in fortezza, обграждайки го с фортификационни съоръжения във формата на звезда. Автор на проекта за преустройство на замъка е Мачей Траполи, а укрепленията са проектирани от Кшиштоф Мерошевски. Укрепленията се оказват толкова силни, че през 1655 г. шведите, предвождани от ген. Дъглас, дори не опитват да щурмуват крепостта и след като комендант Адам Джержак отказва капитулация, те се оттеглят от замъка. През 1657 г. крепостта устоява и на седмоградските войски на Ракочи. През втората половина на XVII век са направени ремонт и осъвременяване на крепостта. След 1783 г. Изабела Чарториска започва разширяване на градините, като част от фортификационните съоръжения са изравнени и загубват отбранителната си функция. Техните очертания обаче могат да бъдат видени и до днес.

## Музеят
В замъка функционира Музей – Замък в Ланцут, чийто директор е Вит Карол Войтович. Музеят има следните отдели:
- Вътрешен отдел
- Отдел конни превозни средства
- Отдел паркова поддръжка
- Библиотека и архив
- Отдел история на града и региона
- Отдел за църковно изкуство

## Замъкът във филми
В замъка са заснети сцени от два известни полски игрални филма: Trędowatej (Прокажената) (1976) и Hrabiny Cosel (Графиня Козел) (1968). Изображения на замъка се появяват и във филма Pałac (Дворецът) (1980) на Тадеуш Юнак.

## Галерия
- Италианската градина
- Оранжерията
- Градината с розите
- В парка на замъка
- Конюшните
- Помещението за карети
- Оранжерията за орхидеи
- Музикалната школа
- Корт
- Езерото